# Гамлет (фільм, 1996)
«Гамлет» (англ. Hamlet) — кінофільм режисера Кеннета Брана, який вийшов на екрани 1996 року. Екранізація однойменної п'єси Вільяма Шекспіра.

## Сюжет
Сюжет докладно відтворює події однойменної п'єси Вільяма Шекспіра. Минуло всього два місяці після передчасної смерті попереднього короля Данії, й от новий король, його брат Клавдій, одружується з королевою, вдовою брата. Всі веселяться, тільки Гамлет, син померлого, перебуває в не найкращому настрої, йому не дає спокою поспішність, з якою його матір вступила у новий шлюб.

## В ролях
- Кеннет Брана — Гамлет
- Кейт Вінслет — Офелія
- Джулі Крісті — Гертруда
- Дерек Джейкобі — Клавдій
- Ніколас Фаррелл — Гораціо
- Майкл Малоні — Лаерт
- Річард Брірз — Полоній
- Брайян Блессед — Тінь батька Гамлета
- Жерар Депардьє — Рейнальдо
- Робін Вільямс — Озрік
- Біллі Крістал — Перший могильник
- Тімоті Сполл — Розенкранц
- Ріс Дінсдейл — Ґільденстерн
- Джек Леммон — Марцелл
- Річард Аттенборо — Англійський посол
- Руфус С'юелл — Фортінбрас
- Джон Міллс — Старий норвежець, дядько Фортінбраса
- Чарльтон Гестон — Актор, який грає короля
- Розмарі Гарріс — Акторка, яка грає королеву
- Джон Гілгуд — Пріам
- Джуді Денч — Гекуба
- Ієн Мак-Елгінні — Барнардо
- Равіль Ісянов — Корнеліус

## Нагороди та номінації
- 1997 — 4 номінації на премію «Оскар»: найкращий адаптований сценарій (Кеннет Брана), найкраща оригінальна музика (Патрік Дойл), найкраща робота художника-декоратора (Тім Гарві), найкращі костюми (Александра Бірн)
- 1997 — дві номінації на премію BAFTA: найкраща робота художника (Тім Гарві), найкращі костюми (Александра Бірн)
- 1997 — премія Британського товариства кінооператорів за найкращу операторськую роботу (Алекс Томсон)
- 1997 — номінація на приз «Золота жаба» фестивалю кінооператорського мистецтва Camerimage (Алекс Томсон)